# پاتنیکووو
پاتنیکووو (به بلغاری: Patnikovo) یک منطقهٔ مسکونی در بلغارستان است که در شهرستان استامبولوو واقع شده‌است.